# Guillaume Denoix de Saint Marc
Pour les articles homonymes, voir Denoix de Saint Marc.
Guillaume Denoix de Saint Marc, né le 2 mai 1963 à Paris, fut le principal négociateur avec la Jamahiriya arabe libyenne pour l'indemnisation des ayants droit des victimes de l'attentat contre le DC10 d'UTA, vol 772 UTA du 19 septembre 1989. Son père, Jean-Henri Denoix de Saint Marc, était à bord et fait partie des 170 victimes.

## Biographie
Il est neveu de Renaud Denoix de Saint Marc et petit-neveu d'Hélie Denoix de Saint Marc. Il passe son enfance en Grande-Bretagne, au Nigéria, en Ouganda et au Kenya avant de revenir en France.
Quand son père, nouvellement nommé directeur Afrique chez Total disparaît, Guillaume de Saint Marc, jeune diplômé de l'UTC en bio-industrie, travaille alors dans le marketing pour des grands groupes comme L'Oréal. Il ouvre ensuite, sans succès, une boutique de décoration ethnique puis retourne à la communication. Il s'investit dans l'association SOS Attentats.
Plus de dix ans après l'attentat, il fonde avec Maryvonne Raveneau le Collectif des familles du DC-10 en colère. Il est depuis 2002 président et porte-parole de l'association Les Familles de l'Attentat du DC10 d'UTA. 
Les négociations sont menées avec le soutien des autorités françaises. L'équipe de négociation est constituée de Guillaume Denoix de Saint Marc, de son ex-épouse Emmanuelle Denoix de Saint Marc, juriste, et de son cousin Valéry Denoix de Saint Marc, avocat.
Les négociations avec la Fondation Kadhafi, dirigée par un des fils du colonel Kadhafi, Saïf al Islam, durent deux ans, de février 2002 à janvier 2004 (date de la signature de l'accord).
Ces négociations ont beaucoup de retentissement du fait de la menace de veto français à la demande des Américains et des Anglais de levée des sanctions de l'ONU contre la Libye à la suite d'un accord d'indemnisation des familles de l'attentat de Lockerbie.
À la suite de l'accord avec la fondation Kadhafi, une fondation dont il est membre fondateur et administrateur est créée, la Fondation de l'attentat du DC 10 d'UTA, chargée de retrouver chaque ayant droit de chaque famille et de lui remettre la part de l'indemnité obtenue lors de la négociation : 1 million de US $ par victime.
Il conçoit et réalise avec 140 personnes, en mai-juin 2007, un mémorial visible du ciel à proximité de l'emplacement du crash du DC10 d'UTA au milieu du Ténéré. Des photos sont visibles sur le site de l'association des Familles de l'Attentat du DC10 d'UTA. Un documentaire, Le mémorial du Ténéré ,est réalisé par Jérôme Carret.
En ayant terminé avec le DC10 d'UTA, il se lance ensuite dans des projets de développement durable, mais la dissolution de l'association SOS Attentats en 2008 et l'attentat du Caire le 22 février 2009 contre des jeunes de Levallois-Perret le convainquent de la nécessité d'une structure professionnelle permanente pour aider les victimes du terrorisme.
En 2009, il fonde l'association française des victimes du terrorisme, dont il est directeur-général et porte-parole. L'AFVT est membre du Réseau Européen des victimes du Terrorisme.
En 2013, il proteste avec l'AFVT contre la décision du maire de Bagnolet, Marc Everbecq, de nommer Georges Ibrahim Abdallah citoyen d'honneur.
En 2019, après s'être déplacé sur place, il appelle avec l'AFVT au rapatriement des enfants français détenus dans les camps du Kurdistan syrien.
Du 21 au 23 novembre 2019, il organise avec l'AFVT à Nice, le VIIIe congrès international des victimes du terrorisme.
Une quarantaine de proches des victimes françaises de l’attentat, dont Guillaume Denoix de Saint Marc, se portent partie civile au procès de l’affaire du financement libyen de la campagne présidentielle de 2007 ou Affaire Sarkozy-Kadhafi entre le 6 janvier et le 10 avril 2025 après la publication, dans les journaux, d'extraits de l'acte d'accusation, portant notamment sur la réhabilitation judiciaire d’Abdallah Senoussi . 

## Distinctions
- Chevalier de la Légion d'honneur en 2016[17]
- Chevalier de l'ordre national du Mérite en 2008[18].
- Officier de l'Ordre national du Mérite en 2019